# Dubrowa (rejon mołodecki)
Dubrowa (biał. Дубрава) – wieś na Białorusi, w obwodzie mińskim, w rejonie mołodeckim.
Znajduje się tu parafialna cerkiew prawosławna pw. Narodzenia Matki Bożej.

## Historia
W końcu XVIII wieku było to miasto szlacheckie wchodzące w skład powiatu mińskiego w województwie mińskim.
Znane w I RP z kilkudziesięcioletniego procesu toczonego przez miejscowego dziedzica Marcinkiewicza z plebanem (więcej na ten temat w „Słownik Geograficzny”). Od Marcinkiewiczów miejscowość kupił ostatni wojewoda miński Adam Chmara (Kawaler Orła Białego, Członek Rady Nieustającej, marszałek Trybunału Litewskiego, zmarły w lecie 1805 roku) znany z oszałamiającej kariery, którą zrobił w czasach panowania króla Stanisława Augusta oraz ze swojej działalności społecznej. W Dubrowie wojewoda Adam Chmara wybudował pałac i kościół, w którym go pochowano i które się nie zachowały.
Kościół w Dubrowie zachował się w ruinach.
W latach 1921–1945 wieś i osada (wcześniej kolonia) leżały w Polsce, w województwie wileńskim, w powiecie stołpeckim, a od 1927 w powiecie mołodeckim, w gminie Raków.
Według Powszechnego Spisu Ludności z 1921 roku zamieszkiwały:
- wieś – 400 osób, 42 były wyznania rzymskokatolickiego, 354 prawosławnego a 4 mahometańskiego. Jednocześnie 40 mieszkańców zadeklarowało polską, 349 białoruską a 11 rosyjską przynależność narodową. Było tu 66 budynków mieszkalnych[6]. W 1931 w 88 domach zamieszkiwało 479 osób[7].
- osadę – 90 osób, 47 było wyznania rzymskokatolickiego, 43 prawosławnego. Jednocześnie wszyscy mieszkańcy zadeklarowali polską przynależność narodową. Było tu 17 budynków mieszkalnych[6]. W 1931 w 44 domach zamieszkiwało 266 osób[8].

Wierni należeli do miejscowych parafii rzymskokatolickiej i prawosławnej. Miejscowość podlegała pod Sąd Grodzki w Rakowie i Okręgowy w Wilnie; właściwy urząd pocztowy mieścił się w Rakowie.

## Urodzeni w Dubrowej
- Benedykt Dybowski – polski przyrodnik, podróżnik, odkrywca, ewolucjonista i lekarz, badacz Bajkału, Dalekiego Wschodu i Kamczatki, profesor Uniwersytetu Lwowskiego i Szkoły Głównej Warszawskiej, uważany za jednego z ojców polskiej limnologii[10].
- Malwina Nargielewicz – polska ziemianka, członkini Kasy im. Józefa Mianowskiego, uczestniczka powstania styczniowego[11].
- Władysław Dybowski – polski biolog, autor publikacji naukowych na tematy zoologiczne i paleontologiczne[12].

## Wieś w kulturze
Miejscowość pojawia się na kartach powieści Sergiusza Piaseckiego Kochanek Wielkiej Niedźwiedzicy.

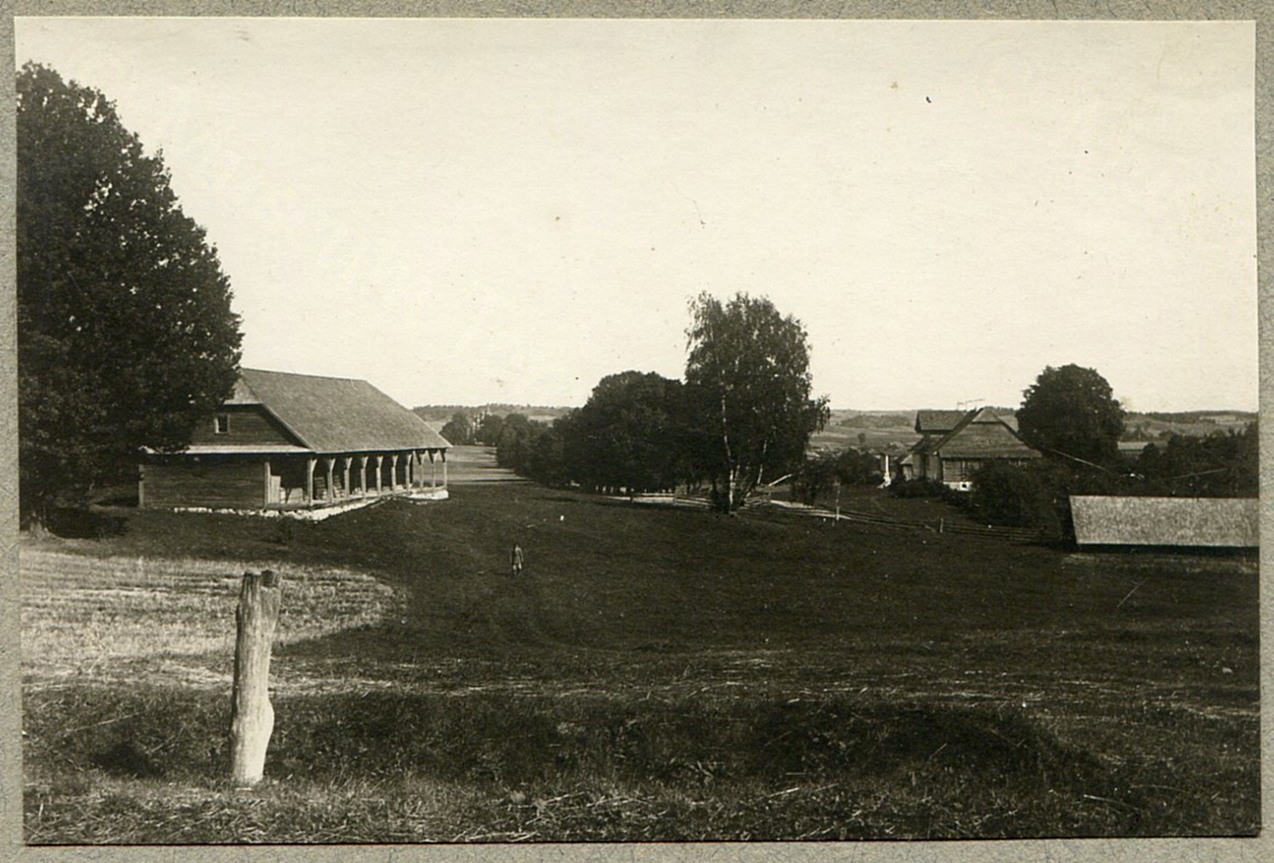
Panorama Dubrowy (1914)
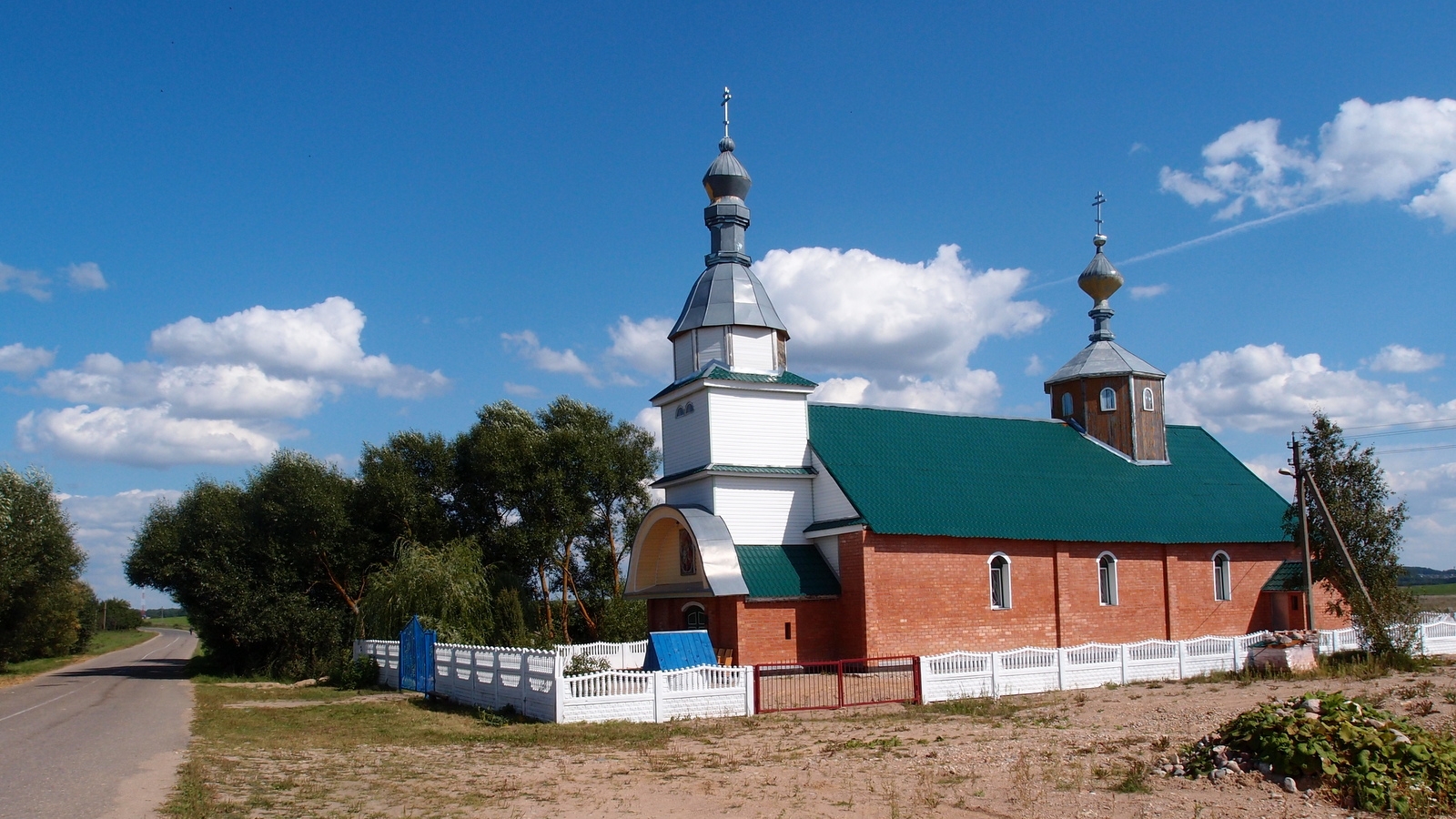
Cerkiew
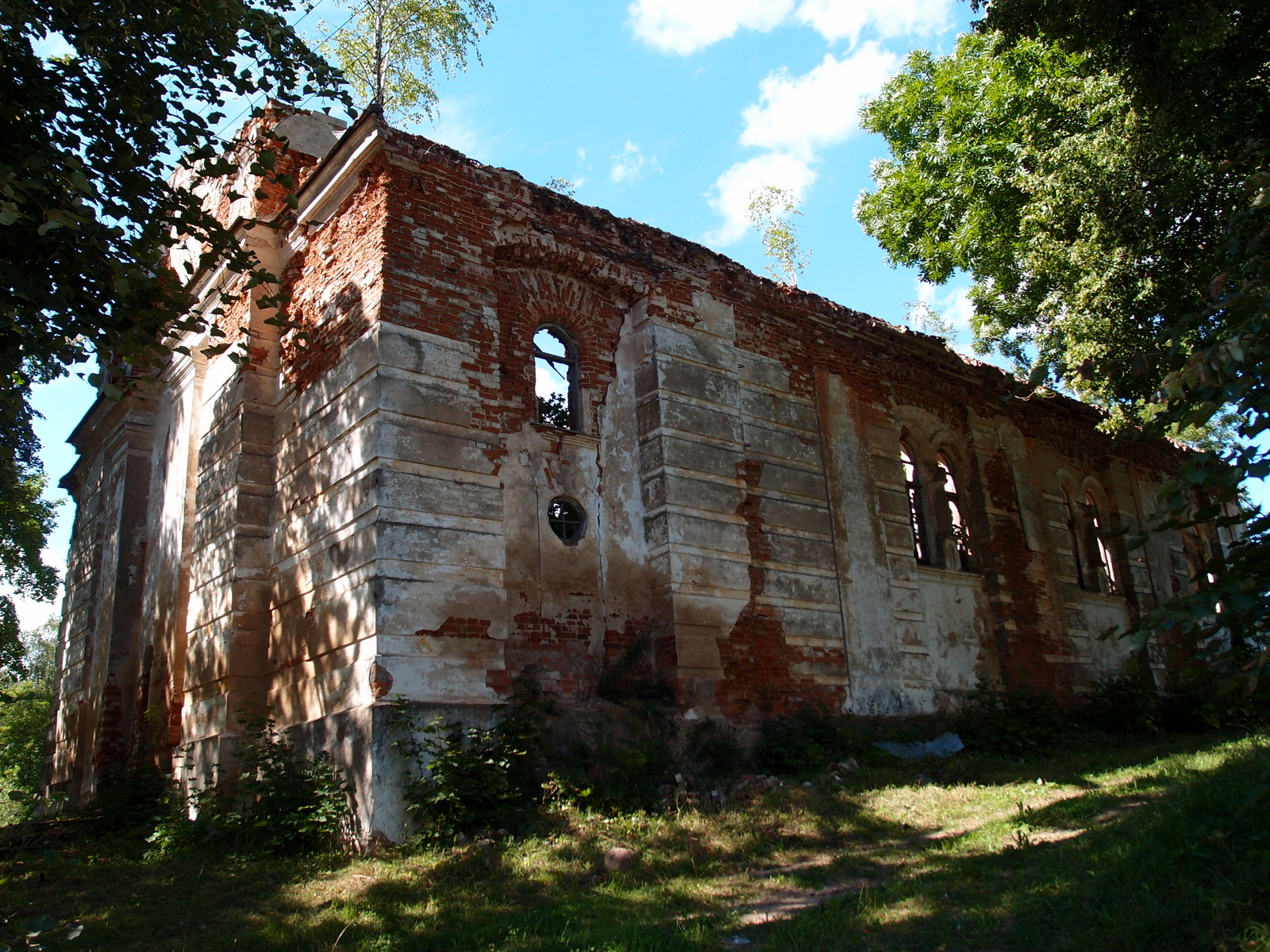
Ruiny kościoła